# Autokeuring
Een autokeuring is een controle van een voertuig op technische en milieu-aspecten.
Autokeuringen zijn vaak verplicht alvorens een voertuig op de openbare weg gebruikt mag worden. In Europa is dit geregeld via een gemeenschappelijke Europese richtlijn, die in elke lidstaat afzonderlijk wordt toegepast. Andere landen hebben een vergelijkbaar systeem. In de Verenigde Staten en Canada ligt de bevoegdheid bij de deelstaten en provincies.
In sommige landen, zoals Nederland, is het gebruikelijk dat de autokeuring samen met een onderhoudsbeurt plaatsvindt. In andere landen, zoals België en het Verenigd Koninkrijk, is zijn onderhoud en controle juist van elkaar gescheiden, om belangenconflicten te voorkomen.

## Europese regels
Richtlijn 2009/40/EG van 6 mei 2009 legt alle lidstaten van de Europese Economische Ruimte op om regelmatig controles uit te voeren op de veiligheid van motorvoertuigen en motoren. Voor lichte bedrijfsauto's (<3,5 t) en particuliere auto's (met maximaal acht zitplaatsen) is bepaald dat de eerste grote keuring plaats moet vinden na vier jaar en de daaropvolgende algemene inspecties om de twee jaar. Alle andere soorten voertuigen zijn onderworpen aan een jaarlijkse inspectie. Voertuigen van het leger, brandweer en speciale voertuigen zijn vrijgesteld van de richtlijn. Verschillende EU-landen wijken hiervan echter af en hebben kortere cycli.
Artikel 3, tweede lid, van de richtlijn bepaalt dat keuringsattesten afgegeven in een lidstaat worden erkend door alle andere lidstaten. De richtlijn definieert een minimale inspectie: remmen, controle, stuurwiel, gezichtsveld, verlichting, reflectoren, elektrische systemen, assen, wielen, schokdempers, emissieniveaus, in het bijzonder uitlaatgassen; identificatie van het voertuig; accessoires. De lidstaten kunnen het toepassingsgebied van de testen verbreden, de remproeven nauwer interpreteren, andere categorieën voertuigen toevoegen en de keuringsintervallen korter maken.
Richtlijn 2009/40/EG wordt ingetrokken en vervangen door Richtlijn 2014/45/EU van 3 april 2014 met ingang op 20 mei 2018.

## Autokeuring in Nederland

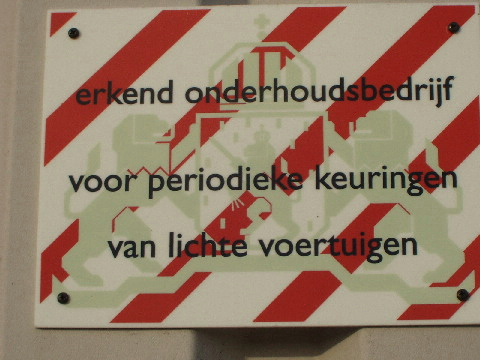
Een Nederlands keuringsbedrijf is te herkennen aan dit schild

Verplichte autokeuringen zijn sinds de jaren 1980 allereerst de algemene periodieke keuring (APK). De andere verplichte keuringen worden in Nederland uitgevoerd door de Rijksdienst voor het Wegverkeer, de RDW. Het gaat hierbij om keuringen bij de import van een auto, bij grote wijzigingen en wanneer de eigenaar bepaalde eigenschappen op het kentekenbewijs wil laten aanpassen: wanneer bijvoorbeeld een bus wordt omgekeurd om personen te vervoeren, of wanneer de brandstof wordt aangepast, bijvoorbeeld van benzine naar lpg. De APK is na een lange discussie vanaf 1959 in 1981 ingevoerd voor zware voertuigen en voor lichtere voertuigen vanaf 1985. Daarvoor was er een vrijwillige keuring bij een van de keuringsstations of technostations, die onder andere werd uitgevoerd door de ANWB en de BOVAG.
Uitzondering zijn wijzigingen die worden uitgevoerd door een bedrijf met een erkenning van de RDW. Deze erkenning houdt in dat alle wijzigingen die dat bedrijf aanbrengt volgens een vaste procedure worden uitgevoerd en dat daardoor een keuring door de RDW niet nodig is voor de wijzigingen op het kentekenbewijs.
Vrijwillige autokeuringen kunnen door iedereen worden uitgevoerd, er is geen bescherming voor deze benaming.

## Autokeuring in België
In België is de jaarlijkse keuring (ook de "automobielinspectie" genoemd) verplicht voor alle motorvoertuigen ouder dan vier jaar en voor motorvoertuigen uitgerust met een trekhaak. Vanaf vier jaar dient de keuring jaarlijks plaats te vinden, tenzij het voertuig minder dan 100.000 km heeft gereden. Dan mag om de 2 jaar tot het voertuig 6 jaar is.. Het voertuig moet gekeurd worden in een vrij te kiezen keuringscentrum. GOCA groepeert de keuringscentra.

### Bevoegdheden
Bij de zesde staatshervorming werden de bevoegdheden in verband met de technische keuring opgesplitst. Zo blijven de keuringsvoorschriften zelf een federale bevoegdheid, maar staan de gewesten in voor de uitvoering van de keuring. Ook mogen Belgen hun voertuig laten keuren in het gewest van hun keuze (principe van de wederzijdse erkenning).

## Autokeuring in het Verenigd Koninkrijk
De Britse Ministry of Transport test (M.O.T.-test) is verplicht voor alle voertuigen ouder dan 3 jaar. In Groot-Brittannië gebeurt de keuring in privé-garages, erkend door het "Vehicle and Operator Services Agency" (VOSA) van het ministerie voor transport. In Noord-Ierland wordt de keuring enkel uitgevoerd in officiële centra van de "Driver and Vehicle Agency" (DVA)

## Andere landen
- Contrôle Technique (Frankrijk)
- Hauptuntersuchung (Duitsland)
- Inspección Técnica de Vehículos (ITV), Spanje
- National Car Test (Ierland)
- Shaken (Japan)
- Warrant of Fitness (Nieuw-Zeeland)